# LU-P-4701
La carretera LU-P-4701 es una carretera de la red secundaria de Galicia que pertenece a la Diputación de Lugo. Une los municipios de Puebla del Brollón con Folgoso de Caurel, en la provincia de Lugo, y tiene una longitud de 34,8 km.

## Trazado
La carretera parte de la capitalidad municipal de Puebla del Brollón hacia el este, concretamente de una rotonda donde confluyen también las carreteras LU-653 y LU-P-4713. Pasa por los lugares de Villardeperas, Lamaiglesia, Tudriz, antes de enlazar con la carretera LU-P-4710 que llega a Salcedo. Posteriormente pasa por los lugares de Pereiro y Parada dos Montes, antes de adentrarse en el municipio de Folgoso de Caurel. Ya en este municipio pasa por los lugares de Froxán, Villamor y Baldomir, donde cruza el río Lor. Llega a la capitalidad municipal de Folgoso de Caurel, donde acaba en la carretera LU-651, que une dicho municipio con Quiroga.